# Oenothera seifrizii
Oenothera seifrizii är en dunörtsväxtart som beskrevs av Philip Alexander Munz. Oenothera seifrizii ingår i släktet nattljussläktet, och familjen dunörtsväxter. Inga underarter finns listade i Catalogue of Life.